# Daniel Usvat
Daniel Usvat (Nagyvárad, 1973. november 2. –) román labdarúgó. Első NB I-es mérkőzése 1996. augusztus 12. Vác-Újbuda LTC - Szombathelyi Haladás volt, ahol csapata szoros mérkőzésen 0-1-es győzelmet aratott a váci csapat otthonában.

## Pályafutása

### Korai évek
Usvat Romániában, a másodosztályú Bihornál kezdte pályafutását. Majd a Farul Constanta együttesénél folytatta.

### Haladás
Onnan azonban a kevés lehetőség miatt az NB1-es Haladáshoz igazolt 1996-ban. Szombathelyen egy szezont töltött, és a bal oldali középpályásra alapemberként számítottak.

### BVSC
A következő évben a BVSC-be vezetett az útja, akiket 1999-ig szolgált. Ezalatt többek közt Komlósi Ádám, Dr. Füzi Ákos és Détári Lajos is a csapattársa volt. 53 meccsen ötször talált be. Az 1998-99-es NB1 küzdelmeinek végén a zuglóiakkal kiesett az élvonalból.

### Cegléd
Ezután Cegléden, az NB2-ben focizott rövid ideig.

### Nagykanizsa
Majd a Nagykanizsához igazolván, újra az élvonalban játszhatott. A 2000-2001-es bajnokságból csak az alapszakaszt töltötte náluk.

### Videoton FC Fehérvár
A rájátszást már Fehérváron játszotta végig. Náluk inkább kiegészítő embernek számított, ellenben a 2001-es MK-döntőn a kezdőben kapott helyet. A finálét egyébként a Debrecen nyerte, 5-2-re verve a Videotont.

### Balaton FC
2001-ben, a téli átigazolási időszakban a Csank János által irányított másodosztályú siófoki gárdához szerződött. Akikkel előbb a Borsodi labdarúgó Teremtornát nyerték meg, majd pedig az NB2-ben is az élen végeztek. 2002-2003-ban immár az első vonalban ötödik lett a Siófokkal, míg a következő szezonban úgy zártak negyedikként, hogy sokáig vezették a tabellát. Usvat 49 meccsen 5 gólt jegyzett. Főként középpályást játszott, de előfordult, hogy a támadósorban számoltak vele.

### Lombard-Pápa
2004 nyarán a Lombard-Pápa csapatánál folytatta, de mindössze három mérkőzésen vetették be.

### Putnok FC
A Veszprém megyeiek után 2004 telén a harmadosztályú Putnok ajánlatára bólintott rá.

### Tiszalök VSE
2005-ben a megyei bajnokságban induló Tiszalök gárdájához ment. Másfél szezont húzott le náluk. A kiscsapatban köszönhetően élvonalbeli rutinjának vezéregyéniség tudott lenni. 2006 nyarán Tisza-tó kupát nyert velük. Egy év múlva aztán abbahagyta a focit.

## Sikerei, díjai
- FC Fehérvár:
- Magyarkupa-ezüstérmes: 2001
- BFC Siófok:
- Borsodi labdarúgó Teremtorna-győztes: 2002
- Magyar másodosztályú bajnok: 2002
- Tiszalök VSE:
- Tisza-tó-kupa győztes: 2006

## Külső hivatkozások
- A 2001-es Magyar Kupa döntője (magyarul)
- Borsodi labdarúgó teremtorna, 2002 (magyarul)
- Daniel Usvat az NB1-es légiósok.hu-n (magyarul)
- Daniel Usvat a Futbalmanach.hu-n (magyarul)
- Tisza-tó kupa, 2006 (magyarul)